# Alchemilla hageniae
Alchemilla hageniae é uma espécie de rosácea do gênero Alchemilla, pertencente à família Rosaceae.